# Образование для иностранцев в России

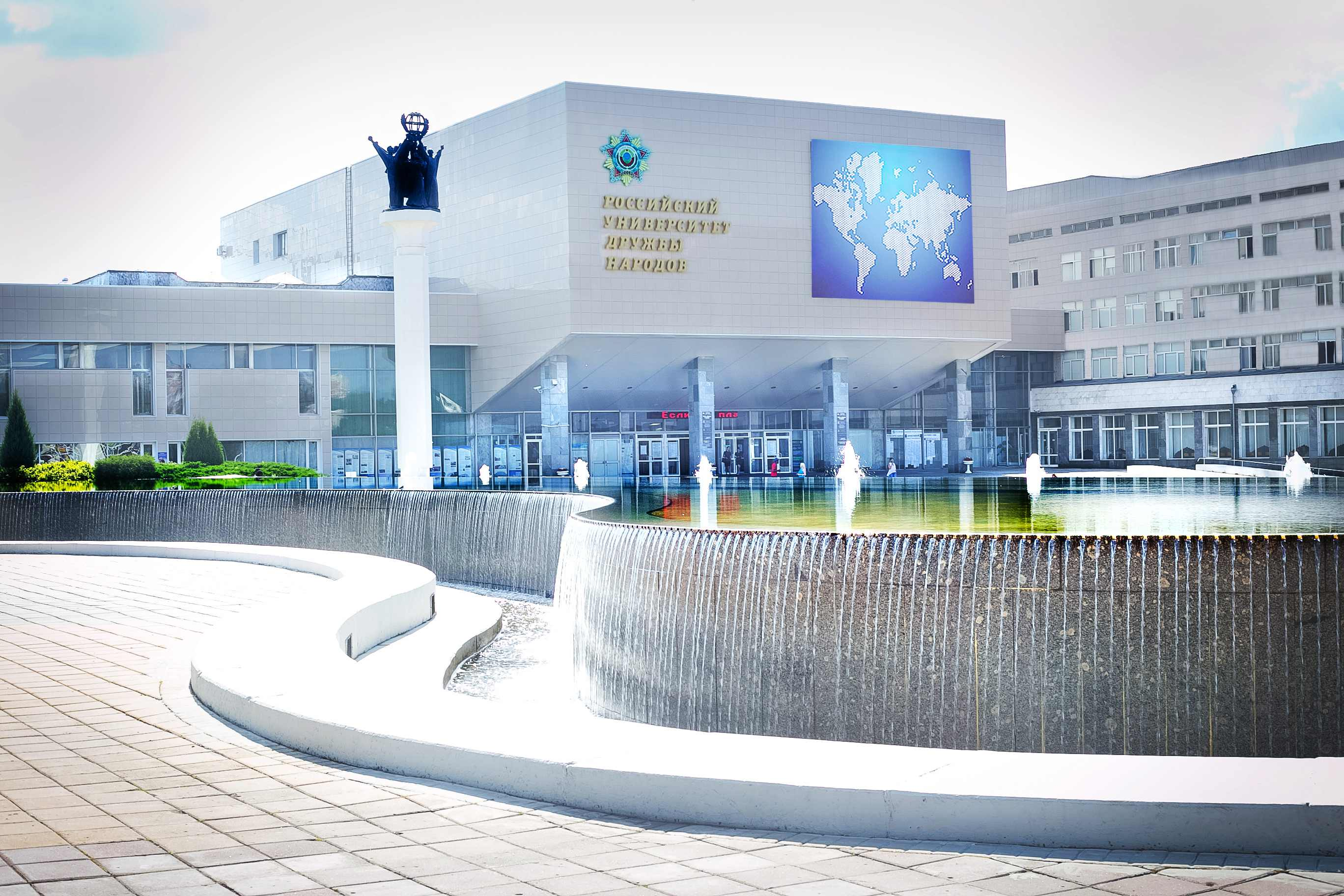
Главный корпус Российского университета дружбы народов

Образование в России впервые стало доступно для иностранцев в XVI веке, однако до второй половины XIX века было ограничено преподаванием русского языка и грамоты, с целью подготовки переводчиков, дипломатов и торговцев из числа подданных дружественных держав. Более или менее разностороннее и систематическое обучение иностранных подданных началось после принятия в 1865 году решения о соответствующей помощи балканским странам — союзникам России в войнах с Турцией.
После Октябрьской революции помощь в получении образования со стороны Советской России, а затем и Советского Союза, была предоставлена Монголии и Китаю, выбравшим путь социалистического развития, а также пролетариату и национальным меньшинствам стран Востока и Запада. Массовое обучение иностранных студентов из «стран народной демократии» началось после победы СССР во Второй мировой войне и последовательно набирало обороты в ходе всей последующей истории советского государства. Эта деятельность вышла на новый уровень с началом деколонизации стран «третьего мира» на рубеже 1950—1960 годов и созданием Университета дружбы народов в Москве в 1960 году. Помощь в образовании оказывалась, главным образом, представителям стран социалистического лагеря, Африки, Азии и Латинской Америки. В 1990 году в Советском Союзе учились более 125 тысяч иностранных студентов. К моменту своего распада СССР занимал третье место в мире по числу единовременно обучающихся иностранцев. Образование для них, как и для граждан СССР, было полностью бесплатным, на них распространялись все полагающиеся советским студентам выплаты и льготы.
Постсоветская России продолжила традиции экспорта высшего образования. По данным Министерства образования России, в 2019/2020 учебном году в стране обучались более 300 тысяч иностранных граждан более чем в 700 вузах, что кратно превышает показатели советского периода. В то же время, число бюджетных учебных мест для иностранцев остаётся небольшим: на 2021/2022 учебный год квота составляет 18 тысяч мест. 

## История
Взаимоотношения в области образования между Русским государством и европейскими державами прослеживаются с первой половины XVI века. В 1517 году великий князь Московский Василий III и великий магистр Тевтонского ордена Альбрехт Бранденбургский заключили военно-политический союз. В рамках этих договорённостей было достигнуто соглашение о подготовке переводчиков, владеющих тремя языками: русским, немецким и латинским. В 1519 году в Новгороде учился «языку и грамоте» подданный Ордена по имени Вольфганг Пог. В свою очередь, русский государь отправил в земли Ордена на обучение своего дипломата Константина Замыцкого, «да с ним толмача немецкого Истому Малого».
В России постоянно росла потребность в квалифицированных переводчиках для различных приказов. Как следствие, обмен подданными, изучающими языки с дипломатическими, торговыми, богослужебными и иными целями, интенсифицировался в середине XVI века, в период царствования Ивана Грозного, и продолжился в годы правления Фёдора Иоанновича и Бориса Годунова. «Робята молоди» из Швеции, Англии, Франции изучали «русскую грамоту», российские же «паробки» учились древнегреческому, латинскому, шведскому, датскому, английскому, немецкому, французскому и другим языкам, а с начала XVII века — и прочим наукам. Эта же практика была продолжена и расширена после завершения Смутного времени, при первых Романовых. Так, в 1629 году царь Михаил Фёдорович разрешил «немецким людям учиться в Новгороде русской грамоте, исключая перебежчиков». 

### Российская империя
Реформы, проводимые Петром I в первой четверти XVIII века, потребовали привлечения беспрецедентного числа иностранных специалистов из самых разных профессий и областей наук. В то же время, множество российских студентов было отправлено за рубеж, главным образом в Германию, за государственный счёт для получения знаний по математике, морскому, артиллерийскому, инженерному делу, медицине и другим наукам. Положение, когда российские студенты обучались множеству дисциплин в европейских университетах, а иностранцы в России изучали, как правило, только русский язык, зачастую лишь в силу необходимости для работы на чужбине, сохранялось до второй половины XIX века.
В 1865 году на заседании Совета при Министерстве народного просвещения было принято решение об обучении иностранных граждан в российских учебных заведениях. Решение касалось молодых людей из балканских стран: Боснии, Герцеговины, Болгарии, Албании, Сербии, — находившихся под гнётом Османской империи, с которой Россия вела почти непрерывную войну. Правительство императора Александра II назначило для студентов из этих стран государственную стипендию, освобождавшую их от платы за «слушание». Иностранные студенты проходили обучение в Санкт-Петербургском, Московском, Новороссийском (в Одессе) университетах и в некоторых других гражданских и духовных учебных заведениях. Эта кампания стала первым в российской истории примером предоставления образования в качестве гуманитарной помощи союзникам, однако дальнейшего развития в императорской России такая практика не получила.

### Советская Россия и СССР

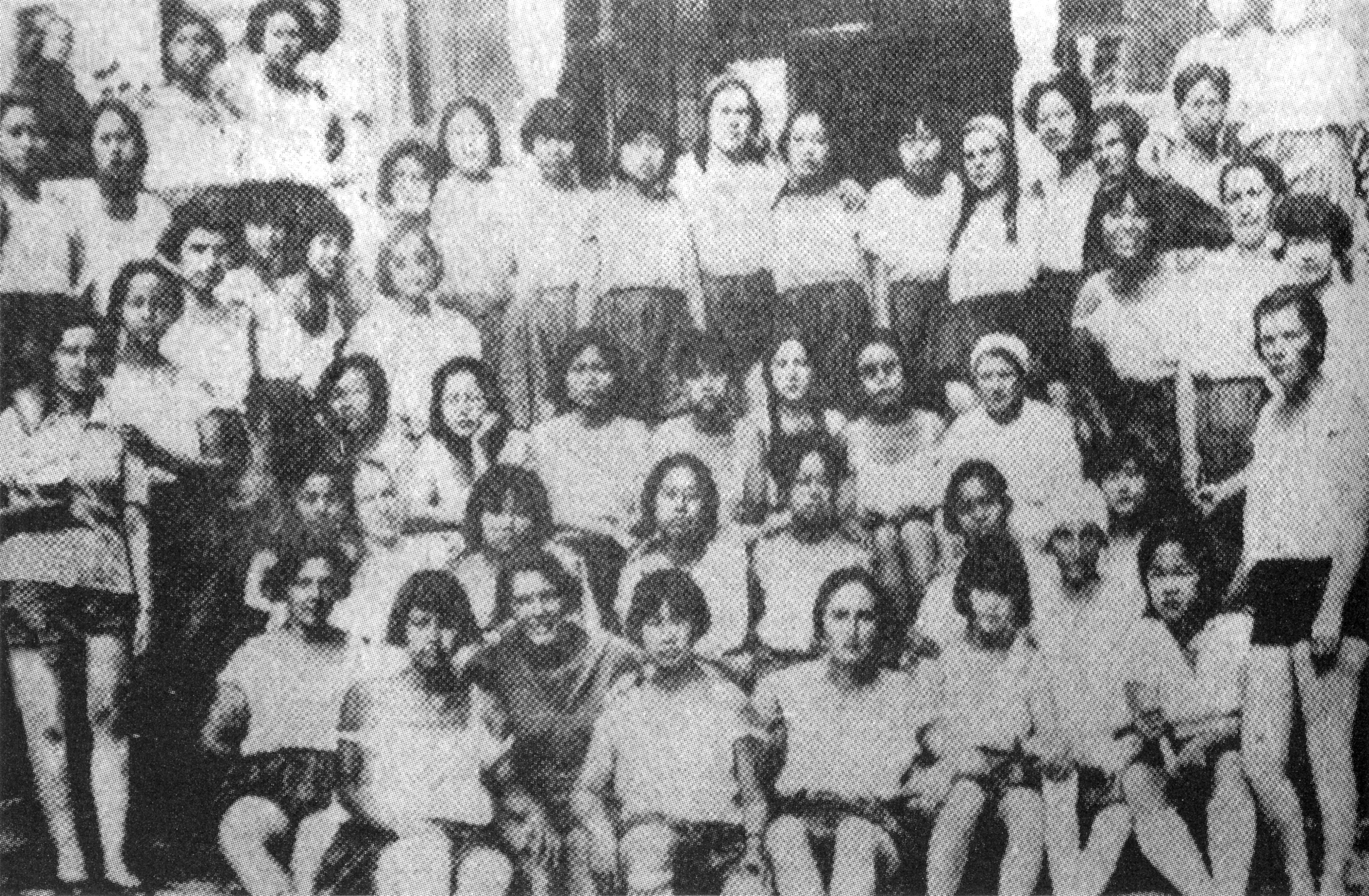
Студентки и сотрудницы Университета трудящихся Китая им. Сунь Ятсена. Подмосковье, 1926

Руководство Советской России взяло на вооружение созвучную принципам интернационализма традицию обучения граждан союзнических стран. 2 сентября 1921 году был принят Декрет Совета Народных Комиссаров «О высших учебных заведениях Р.С.Ф.С.Р.», устанавливающий бесплатное высшее образование для лиц обоих полов, достигших 16 лет. Право на образование объявлялось приоритетным для представителей пролетариата и крестьянства.
В начале-середине 1920-х годов в стране были созданы так называемые национальные коммунистические университеты, ориентированные как на представителей нерусского населения РСФСР (и позднее СССР), так и на иностранцев: Коммунистический университет трудящихся Востока (КУТВ, 1921—1938), Коммунистический университет национальных меньшинств Запада (КУНМЗ, 1922—1936) и Коммунистический университет трудящихся Китая (КУТК, 1925—1930). В основном учащиеся прибывали по линии Коминтерна, при участии которого и создавались такие вузы. Помимо общеидеологических в рамках деятельности национальных коммунистических университетов ставились грандиозные практические задачи: воспитание революционных кадров среди пролетариев всех стран, что должно было приблизить победу Мировой революции. Преимущественно восточная ориентация в деятельности этих вузов была обусловлена провалом революционного движения в Европе в 1918—1923 годах и, особенно, поражением РСФСР в Советско-польской войне (1919—1921). Одним из следствий перенаправления революционной экспансии с Запада на Восток стало сближение СССР с Гоминьданом и Компартией Китая в 1923 году, что привело, кроме прочего, к идее создания отдельного университета для китайской молодёжи. Другой заметной программой советского правительства стала поддержка монгольского народа, освободившегося от китайского владычества в 1921 году. С 1922 по 1945 годы советские вузы подготовили для Монголии около 7,6 тысяч специалистов. Программы обучения во всех трёх национальных коммунистических университетах были схожи, направленность их была преимущественно общественно-политической и гуманитарной. В первую очередь, учащиеся должны были овладеть дисциплинами, служившими основой для формирования революционно-марксистского мировоззрения. Наибольшее количество учебных часов отводилось таким предметам как ленинизм, исторический материализм, политэкономия, мировая история и история развития общественных форм (ИРОФ).
В 1927 году была выработан и принят типовой учебный план для всех коммунистических университетов, включая национальные. Однако последние сохранили некоторую специфику. Особое внимание в них уделялось политпросвещению: текущей политической ситуации, изучению газет и опыта революционного движения в России и странах Запада, истории революционных движений в колониальных и зависимых странах, зарубежному партийному строительству, иностранным языкам. Дисциплины из программ вузов и отделений для иностранцев были ориентированы на подготовку к подпольной революционной работе. Известно, например, что в учебную программу КУВК за 1929 год входил курс, непосредственно посвящённый технике нелегальной работы.
К концу 1930-х годов все три национальных коммунистических вуза были закрыты. Первым был расформирован КУТК, в 1930 году, в связи раскрытием в его студенческой среде троцкистского подполья. Среди студентов и выпускников КУТК значатся такие знаковые деятели в истории современного Китая как Дэн Сяопин, Цзян Цзинго, Чжан Вэньтянь, Е Цзяньин и другие. Во второй половине 1930-х годов были закрыты КУНМЗ и КУТВ, — причинами стали выдвижение постулата об «окончательном решении национального вопроса», снявшем необходимость в предоставлении преференций нацменьшинствам, а также отказ
советского руководства от идеи мировой революции. 
Помимо университетов, в довоенном Советском Союзе с 1926 года действовала Международная ленинская школа (МЛШ), первым ректором которой стал Николай Бухарин. За 12 лет в МЛШ прошли обучение 3500 студентов-коммунистов из 59 стран. В основном это были студенты из Европы и Северной Америки. Инструктаж проводили иммигранты — ветераны-коммунисты из Германии, Италии, Венгрии, проживавшие в Москве, а также советские инструкторы. Но 1938 году и эта школа была закрыта, и, таким образом, к концу 1930-х годов советская система образования для иностранцев была свёрнута.
Во время Великой Отечественной войны МЛШ возобновила свою деятельность в 1941-1943 годах в селе Кушнаренково в Башкирии. В целях конспирации она была замаскирована под сельскохозяйственную школу.

### Послевоенная эпоха
После победы во Второй мировой войне геополитическое влияние Советского Союза резко усилилось. Вокруг СССР сложился социалистический блок, в который вошли государства Восточной и Центральной Европы, а также ряд стран Восточной и Юго-Восточной Азии. Советский Союз возобновил активное финансирование образования для коммунистической молодёжи «стран народной демократии» (СНД). Уже в 1946 году в СССР на учёбу приехали почти 500 студентов из Болгарии, Венгрии, Польши и других стран. Их распределяли по многим советским вузам в зависимости от потребности той или иной страны в определённых кадрах. Для пребывания иностранных учащихся в СССР были организованы «землячества» по национальному признаку, зарубежные гости пользовались всеми правами, льготами и привилегиями, положенными советским студентам. В то же время, организации обучения всё ещё оставляла желать лучшего: трудности создавало различие между студентами в уровне владения русским языком и базовой учебной программой средней школы. 
В 1952 году между правительством СССР и правительствами СНД были подписаны двусторонние соглашения. Теперь число студентов и аспирантов, направляемых в СССР, должно было согласовываться министерствами образования не менее чем за 4 месяца до начала учебного года, направляться в советские вузы могли только учащиеся с законченным общим средним образованием, а в аспирантуру — с законченным высшим. Для поступления необходимо было сдать вступительные экзамены по дисциплинам, установленным советским правительством, для недостаточно владеющих русским языков предусматривались подготовительные курсы продолжительностью от 6 месяцев до 1 года. В начале 1950-х годов 5,9 тыс. иностранных студентов единовременно проходили обучение в 10 городах СССР, в том числе в 31 московском вузе, 7 вузах Ленинграда, 5 вузах на Украине. По некоторым данным, уже в 1955 году иностранных студентов в СССР было 12,5 тысяч человек: больше всего — 3 тысячи — граждан КНР, более 2 тысяч — Монголии, 750 — Болгарии, 600 — Польши, по 500 — ГДР и Чехословакии, 250 — Венгрии, граждане Вьетнама, Румынии и других стран. К этому времени учащихся из-за рубежа принимали уже 150 вузов в 32 городах страны. 
Однако на практике требованиями к поступающим часто приходилось пренебрегать, и из стран СНД, с их разрушенной после длительных войн, оккупаций и переворотов системой образования, часто направлялись студенты с крайне слабыми знаниями по русскому языку, математике, физике и другим предметам.
Дополнительные трудности в работе советской образовательной системы создавало регулярно проявляющееся «брожение умов» в среде иностранных студентов, сопровождавшееся к тому же падением успеваемости и дисциплины. Причины были разными, например, несоответствие представлений о Советском Союзе, как о коммунистическом рае, лишённом недостатков, и действительности, начинавшейся с неустроенности студенческого быта и заканчивавшейся летними практиками в отстающих колхозах. Такой опыт мог легко посеять сомнения в самой оправданности выбора социалистического пути развития, и этими сомнениями выпускники-иностранцы делились по возвращении домой. Ещё одним идеологическим вызовом стали антикоммунистические выступления в ГДР (1953) и последовавшие за осуждением культа личности Сталина на XX съезде КПСС восстания в Польше и особенно Венгрии (1956). Благодаря чётко организованной идеологической работе с «землячествами» ситуацию удалось стабилизировать, а состоявшийся в 1957 году VI Всемирный фестиваль молодёжи и студентов в Москве поспособствовал восстановлению авторитета и привлекательности Советского Союза, но неустойчивость достигнутого равновесия оставалась очевидной. Усугублялась она и не решёнными проблемами в системе обучения: поскольку изучение русского языка и профильных дисциплин проходило параллельно, многие иностранцы, не успев овладеть языком, выпадали из учебного процесса и оказывались в числе отстающих. Преподавателям приходилось их «вытягивать», завышая отметки, что в свою очередь закладывало основу для «комплекса превосходства» у иностранцев и создавало трения между ними и советскими студентами, а подчас и преподавательским составом.
Эти причины, а также возникшая необходимость оказать помощь странам, освободившимся от колониальной зависимости на рубеже 1950—1960-х годов, подтолкнули советское руководство к пересмотру и модернизации системы образования для молодёжи дружественных стран. Ещё в 1954 году при МГУ им. М.В.Ломоносова был открыт подготовительный факультет, где иностранные студенты могли изучать русский язык. В дальнейшем такие факультеты появились во всех вузах, принимавших студентов из-за рубежа. Флагманом инноваций в обучении иностранцев стал Университет дружбы народов (УДН), основанный в 1960 году в Москве.

#### Университет дружбы народов

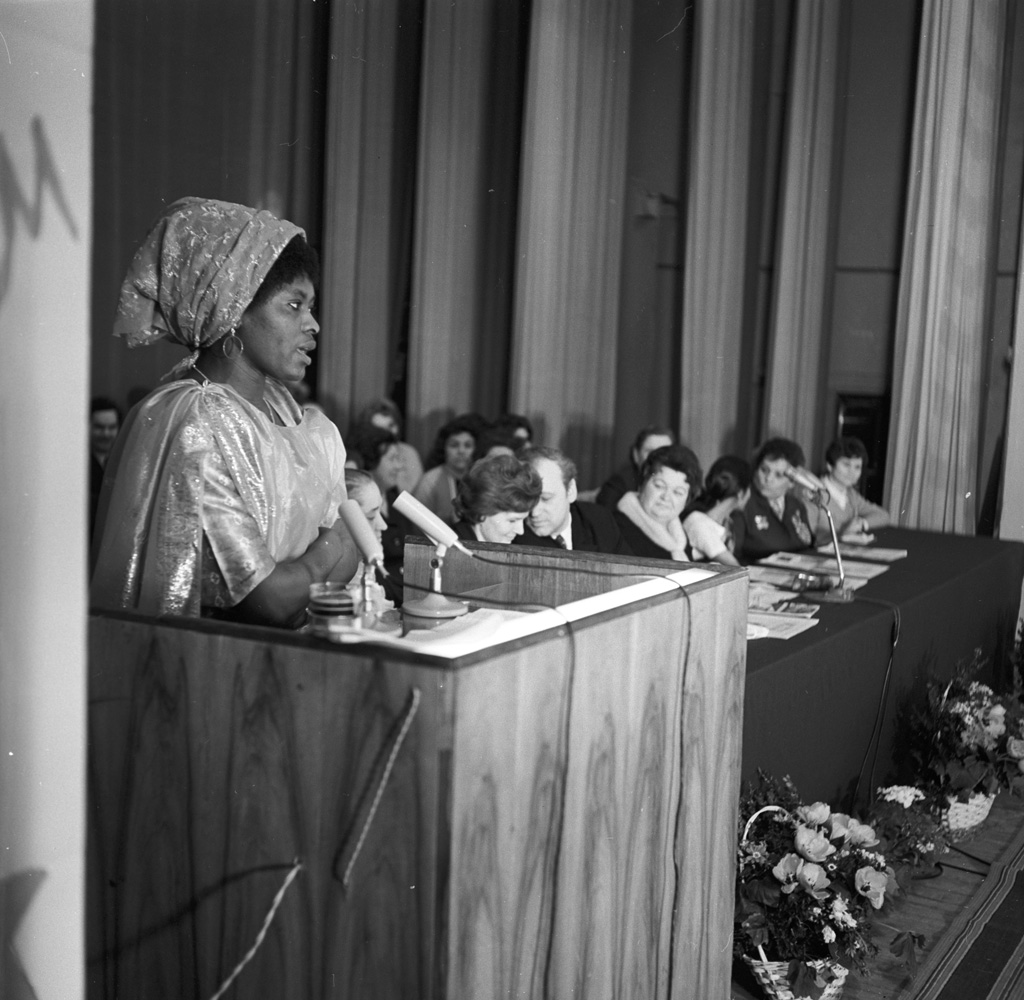
Празднование Международного женского дня в Университете дружбы народов им. Патриса Лумумбы. На трибуне студентка 3 курса историко-филологического факультета Вильгельмина Скотт-Бойл из Сьерра-Леоне, 8 марта 1972 года

Через год после основания УДН было присвоено имя конголезского левонационалистического политического деятеля Патриса Лумумбы. Основной задачей УДН стала подготовка высококвалифицированных национальных кадров для стран Азии, Африки и Латинской Америки, воспитанных в духе дружбы между народами. Кроме того, Университет предоставлял возможность получить высшее образование и советской молодёжи. Первым ректором университета стал заслуженный деятель науки и техники РСФСР профессор Сергей Васильевич Румянцев. 1 сентября 1961 года началось обучение на 6 основных факультетах: инженерном, историко-филологическом, медицинском, сельско-хозяйственном, физико-математических и естественных наук, экономики и права.
В 1964 году Университет дружбы народов им. Патриса Лумумбы был принят в Международную ассоциацию университетов (МАУ), а в 1965 году состоялся первый выпуск учащихся пяти факультетов (кроме медицинского, где срок обучение составляет 5 лет) — 228 молодых специалистов (включая 60 иностранцев) из 47 стран. В 1975 году УДН был награждён орденом Дружбы народов за заслуги в деле подготовки специалистов для стран Азии, Африки и Латинской Америки.
За 22 года работы УДН, к 1982 году, число выпускников университета составило 7730 человек, в том числе: инженеров — 2427; врачей — 1523; экономистов и юристов — 1274; физиков, химиков и математиков — 765, историков и филологов — 710, агрономов и зооинженеров — 1031. Для выпускников этого периода характерен низкий уровень «утечки мозгов»: только 90 человек (1,16 %) переехали в развитые капиталистические страны, абсолютное большинство осталось работать в своих или соседних развивающихся странах. 
| Страны            | 1945—1950 | 1951—1955    | 1956—1960      | 1961—1965      | 1966—1970      | 1971—1975      | 1976—1980       | 1981—1985       | Всего            |
| ----------------- | --------- | ------------ | -------------- | -------------- | -------------- | -------------- | --------------- | --------------- | ---------------- |
| Социалистические  | 5954/ 839 | 14 708/ 5780 | 10 247/ 12 041 | 13 386/ 8560   | 18 769/ 11 447 | 32 141/ 17 561 | 58 089/ 29 170  | 63 418/ 42 266  | 216 712/ 127 664 |
| Африки            | —         | —            | 933/—          | 3795/ 596      | 5967/ 4072     | 8775/ 5432     | 16 902/ 8781    | 21 284/ 16 063  | 57 656/ 34 944   |
| Азии              | —         | —            | 346/—          | 2861/ 835      | 5235/ 4169     | 8750/ 5082     | 16 450/ 8026    | 25 421/ 18 203  | 59 063/ 36 315   |
| Латинской Америки | —         | —            | 188/—          | 692/ 170       | 1512/ 946      | 3187/ 1411     | 4841/ 2550      | 6605/ 5932      | 17 025/ 11 009   |
| Капиталистические | —         | —            | 65/ 23         | 763/ 630       | 1270/ 900      | 744/ 540       | 3905/ 571       | 4483/ 1036      | 11 230/ 3700     |
| Всего             | 5954/ 839 | 14 708/ 5780 | 11 779/ 12 064 | 21 497/ 10 791 | 32 753/ 21 534 | 53 597/ 30 026 | 100 187/ 49 098 | 121 211/ 83 500 | 361 686/ 213 632 |

В 1990 году число иностранных студентов в Советском Союзе достигло 126,5 тысяч, это был третий показатель в мире после США и Франции. Иностранцы обучались в 120 городах Союза, 70 % — в РСФСР. С 1949 по 1991 годы вузы СССР выпустили более 500 тысяч специалистов для 150 стран.
В 1992 году УДН им. Патриса Лумумбы был переименован в Российский университет дружбы народов (РУДН). В 2006 году его стены покинул 50-тысячный выпускник, а в 2017 году — 100-тысячный. РУДН является головным вузом-координатором Сетевого университета СНГ (с 2009), входит в Лигу университетов БРИКС (с 2015). Награждён Золотой медалью Юнеско за вклад в подготовку кадров для развивающихся стран мира.

### Российская Федерация
После распада СССР численность иностранных студентов на постсоветском пространстве резко сократилась. В 1992 году в России проходили обучение 39,4 тысяч иностранцев. С 1996 года положение начало постепенно выправляться. В 2001 году в России находились 61,4 тысяч иностранных учащихся, в 2005-м — 82,2 тысяч.
В 2012 году министр образования Дмитрий Ливанов заявил, что в России учатся около 250 тысяч иностранных студентов из 150 стран, которые посещают 750 образовательных учреждений, более 40 тысяч иностранцев получают образование за счёт федерального бюджета. В 2012—2013 число учащихся из-за рубежа возросло до 164,8 тысяч, и правительство увеличило квоту для иностранцев на бюджетные места в вузах с 10 тысяч до 15 тысяч человек. В 2021/2022 учебном году квоту планируется снова поднять — до 18 тысяч бюджетных мест.
Согласно национальному проекту «Образование», утверждённому в 2018 году, до 2014 число иностранных учащихся в России планируется увеличить до 425 тысяч (при увеличении бюджетных квот до 30 тысяч человек), а к 2025 — до 700 тысяч человек.
Планированием, организацией и обеспечением проведения отборочной кампании среди иностранных граждан, поступающих по квотам в российские вузы, занимаются МИД России, Минобрнауки России и Россотрудничество. В соответствии с концепцией, утверждённой в 2014 году, продвижением российского образования за рубежом занимается Россотрудничество, этой же организацией в 2021 году разработана информационная система для подачи заявок на обучение в России «Образование в РФ для иностранцев» (ГИС ОРФИ), действующая по стандартам «единого окна».
По информации министра науки и высшего образования РФ Валерия Фалькова, в 2022 году количество иностранных студентов, обучающихся в российских вузах, увеличилось по сравнению с 2021 годом и достигло около 400 тысяч человек. По словам министра иностранные студенты выбирают университеты с сильными брендами, которые дают качественное образование. В первую очередь их волнует содержание программ, а не форма обучения.